# Der ewige Gatte
Der ewige Gatte oder Der lebenslängliche Ehemann (russisch: Вечный муж, Vechny muzh) ist eine Novelle des russischen Schriftstellers Fjodor Dostojewski, die erstmals 1870 in der Zeitschrift Zarya veröffentlicht wurde.
Das Werk handelt von einer komplizierten Beziehung zwischen dem Adligen Velchaninov und dem Witwer Trusotsky, dessen verstorbene Frau Velchaninovs ehemalige Geliebte war.

## Zusammenfassung
Alexei Ivanovich Velchaninov ist ein Landbesitzer, der wegen eines Prozesses um ein Grundstück in Sankt Petersburg verbleibt. Er erhält Besuch von Pavel Pavlovich Trusotsky, einem alten Bekannten, der kürzlich Witwer geworden ist. Velchaninov hatte eine Affäre mit Trusotskys Frau Natalia und er erkennt, dass er der leibliche Vater von Lisa, Trusotskys achtjähriger Tochter, ist. Velchaninov, der nicht will, dass Lisa von einem Alkoholiker aufgezogen wird, bringt Lisa zu einer Pflegefamilie. Lisa stirbt dort.
Trusotsky will nun Nadia heiraten, die fünfzehnjährige Tochter des Beamten Zakhlyobinin. Sie ist die sechste von insgesamt acht Töchtern. Trusotsky nimmt Velchaninov mit, um seine Verlobte zu besuchen, und kauft ihr ein Armband. Trusotsky wird von Zakhlyobinins Töchtern verspottet und während eines Versteckspiels eingesperrt. Nadia gibt Velchaninov das Armband und bittet ihn, es an Trusotsky zurückzugeben und ihm zu sagen, dass sie ihn nicht heiraten will. Nadia ist heimlich mit Alexander Lobov verlobt, einem neunzehnjährigen Jungen.
Trusotsky verbringt die Nacht in Velchaninovs Zimmer und versucht, ihn mit einem Rasiermesser zu töten. Velchaninov kann sich verteidigen, aber verletzt sich an der linken Hand. Einige Zeit später, als Velchaninov seinen Prozess gewonnen hat, treffen sich die beiden an einem Bahnhof wieder. Trusotsky ist wieder verheiratet und wird von einem jungen Armeeoffizier und seiner neuen Frau begleitet. Trusotskys Ehefrau lädt Velchaninov ein, sie zu besuchen. Trusotsky aber bittet ihn, diese Einladung zu ignorieren.

## Analyse
Die Geschichte beginnt in medias res. Details über Velchaninovs ehebrecherische Vergangenheit werden nur nach und nach enthüllt.
Die Novelle ist vergleichbar mit einer Tragikomödie. Das wichtigste tragische Ereignis ist Lisas Tod. Das komische Element wird in der Figur des Trusotsky beigefügt, der vorherbestimmt scheint, die Rolle des betrogenen Ehemanns erneut einzunehmen.

## Kritiken
Der ewige Ehemann ist eine von Dostojewskis weniger bekannten Novellen. Das Thema des betrogenen Ehemanns ist leichter als in seinen anderen Novellen, aber einige Kritiker sagen, dass diese aufgrund ihres Stils und ihrer Struktur zu seinen besten Werken zählt. Alfred Bem nannte es „eines der vollständigsten Werke von Dostojewski in Bezug auf seine Komposition und Entwicklung“.